# Geologická mapa
Geologická mapa je zmenšený a generalizovaný obraz geologické stavby, která je zobrazena na vhodném topologickém podkladu.

## Dělení map

### Dle účelu
- Komplexní: Zobrazují rozšíření hornin na zemském povrchu (vrstvy pokryvných útvarů, stratigrafické jednotky, tektonické poměry)
- Specializované: Zobrazují speciální geologickou informaci (tektonika, nerostné suroviny)

### Podle měřítka
- Přehledné – 1:500 000
- Generální – 1:200 000
- Speciální – 1:100 000 / 1:75 000
- Základní – 1:50 000 / 1:25 000
- Podrobné –větší než 1:38 000

### Podle způsobu vypracování
- Nedokumentované – jsou sestavené pouze dle pozorování v terénu, na základě obecných znalostí geologie a její zákonitosti. Současně i dle studia morfologie terénu (viz geomorfologie)
- Dokumentované – jsou sestavené dle tzv. dokumentačních bodů, kde je počet dokumentačních bodů dán dle měřítka mapy a složitostí geologických poměru na listě mapy

## Geologické mapy, které jsou používané v ČR
- Velké mapy přehledné – 1:1 500 000 a 1:1 000 000
- Velmi přehledné mapy, které jsou používané pouze pro výukové účely
- Přehledně geologické mapa – 1:500 000